# Surinaamse Televisie Stichting
Surinaamse Televisie Stichting (STVS), en español, Fundación de Televisión en Surinam es un canal de televisión Surinam. Fue fundada en 1965 por el Primer Ministro Johan Adolf Pengel. Emite en idioma neerlandés, es propiedad del gobierno y tiene su sede en Paramaribo, Surinam.
Es el miembro de Unión Caribeña de Radiodifusión. Es parte de medios públicos de Surinam, junto con la emisora de radio, SRS.

## Historia

### Antecedentes y lanzamiento
La televisión se probó por primera vez en Surinam en 1958, en la firma Kersten en Paramaribo. El 24 de febrero de 1964, el gobierno de Surinam fundó Surinaamse Televisie Stichting (STVS) y ordenó la construcción de un estudio.
El estudio se inauguró el 1 de octubre de 1965 y el mismo día se iniciaron las transmisiones de prueba. Las transmisiones regulares comenzaron el 20 de octubre de 1965. El primer director de STVS fue Frits Pengel, quien había tomado un curso de transmisión de televisión en los Países Bajos. Pengel seguiría siendo director de STVS hasta 1994.

### Ataque de 1993
En la noche del 10 al 11 de mayo de 1993 se cometió un ataque en el que un puñado de hombres armados y enmascarados irrumpieron en el estudio, agredieron al personal y los rociaron con gasoil. El ataque ocurrió pocas horas después de que la STVS retransmitiera en directo el debate en el parlamento, en el que se decidió sustituir al mando del ejército y nombrar a Arthy Gorré como nuevo comandante del ejército. Uno de los trabajadores de la televisión estaba tan mal que todavía estaba en el hospital para recibir tratamiento una semana después. La estación de televisión se incendió y se quemó por completo. 
En Surinam la reacción fue impactante; El presidente Venetian lo llamó "una forma extrema de terror". En diciembre de 1993, un militar fue condenado a cinco años de prisión y otros tres fueron condenados a tres años y medio de prisión. El cliente aún no estaba al tanto de esto. Está claro que estaban involucrados confidentes del jefe del ejército Desi Bouterse , incluido su ex guardaespaldas Orlando Brakke. Bouterse había criticado repetidamente al canal de televisión en los meses anteriores. Poco después del ataque, Frits Pengel dijo que había llamado al líder del PND , Herrenberg, con el mensaje: "Henk, los cumplidos. Lo has abordado a fondo, porque todo ha sido destruido".

### Reorganización de 2010
Cuatro meses después de que Desi Bouterse asumiera la presidencia de Surinam, el 22 de noviembre de 2010, el director de STVS, Kenneth Oostburg, fue despedido. En unos días, la emisora se reorganizó aún más y dos altos funcionarios más fueron suspendidos. Además, se anunció la reorganización del servicio de noticias y la fusión de la STVS con la emisora de radio SRS .
En 2017, el gobierno de Bouterse, declaró que ve al STVS y al SRS como medios gubernamentales de comunicación con la población surinamés. Para el año fiscal 2018, el gobierno ha presupuestado 1,7 millones de dólareses surinameses (193.000 euros) tanto para las emisoras como para el Instituto Nacional de Información . Los programas se revisan previamente para evitar que aparezca algo "ofensivo". Por ejemplo, se rechazan los mensajes con trato negativo al presidente.

## Programación
Frits Pengel estuvo a cargo del STVS de 1965 a 1994. En su último año indicó que la programación nunca podría llegar al nivel de la BBC o NOS , pero que dependa del presupuesto y los recursos disponibles. En 1994 la programación consistió en parte de lo ofrecido, complementado con noticias extranjeras de CNN , noticias regionales de la Caribbean Broadcasting Union (CBU), producciones baratas de la televisión holandesa y la alemana TransTel, y series y películas estadounidenses.

## Gestión diaria
La gestión diaria del STVS ha estado sucesivamente en manos de:
- 1964-1994: Frits Pengel.
- 1997: Kenneth Moerlie.
- 2004-2010: Kenneth Oostburg.
- 2010-2017: Shirley Lackin
- 2017-presente: Steven Rodríguez.